# Meaford
Meaford es un municipio canadiense situado en la provincia de Ontario.

## Superficie
Meaford tiene una superficie de 587,57 km².

## Demografía
En 2021, tenía 11 485 habitantes, una densidad poblacional de 19,5 hab./km², y 5828 viviendas.